# Buffalo (Missouri)
Pour les articles homonymes, voir Buffalo.
La ville de Buffalo est le siège du comté de Dallas, situé dans l'État du Missouri, aux États-Unis. En 2012, elle comptait 3 097 habitants.